# Реторе
Рето̀ре (на италиански: Rettore), родена като Донатѐла Рето̀ре (Donatella Rettore) (8 юли 1955 г. в Кастелфранко Венето), е италианска певица, текстописка и актриса. Макар и позната и по двата начина, певицата предпочита да бъде наричана само с фамилното си име.
Дебютира с пълното си име в началото на 70-те години на XX век и началният ѝ репертоар е в стил, близък до този на шансона. Песните ѝ остават в този стил докъм края на десетилието, когато певицата решава да поеме в нова творческа посока. Насочва се главно към попа и поп-рока, но прави опити да вгради италодиско, ска, пънк, както и глемрок елементи.
От края на 70-те кариерата ѝ започва да се изкачва постепенно към успеха. През новото десетилетие албумите ѝ вече се издават само с фамилното ѝ име, а промяната във външния ѝ вид, сценичното присъствие, както и някои от текстовете на песните ѝ, засягащи неудобни за времето си теми с остра и иронична нотка с цел да предизвикат слушателите, допълнително спомагат за това да се открои на италианската сцена и да се наложи като име.
Неин дългогодишен сътрудник и спътник в личния живот е композиторът Клаудио Рего (двамата сключват брак едва през 2005 г.), който пише музиката към значимо множество от песните ѝ, а самата тя пише текстовете на повечето от тях. Освен за себе си е писала и за други певици, сред които: Лорета Годжи (Assassina – „Убийца“), Ива Дзаники (Nonostante me – „Въпреки мен“) и Тициана Ривале (Questo mondo è una baracca – „Този свят е барака“).
Сред най-успешните песни, с които е позната на широката публика, се нареждат Kobra („Кобра“), Donatella („Донатела“), Splendido, splendente („Прекрасно, блестящо“), Lamette („Бръсначи“), Di notte specialmente („Особено нощем“), Lailolà („Лайлола“) и други.
Към 2023 г. има издадени 13 студийни албума и общо 5 участия на Фестивала на италианската песен в Санремо. Първото ѝ участие е на 34-тото му издание през 1974 г., а най-скорошното – на 72-рото през 2022 г. Макар да няма победи дотук, най-успешната ѝ песен на фестивала е Di notte specialmente, представена на 54-тото издание през 1994 г., с която се класира на 10-о от общо 20 места в категорията „Шампиони“.

## Дискография

### Студийни албуми
- 1975 – …Ogni giorno si cantano canzoni d'amore…
- 1977 – Donatella Rettore
- 1979 – Brivido divino
- 1980 – Magnifico delirio
- 1981 – Estasi clamorosa
- 1982 – Kamikaze Rock 'n' Roll Suicide
- 1983 – Far West
- 1985 – Danceteria
- 1988 – Rettoressa
- 1992 – Son Rettore e canto
- 1994 – Incantesimi notturni
- 2005 – Figurine
- 2011 – Caduta massi

## Участия на музикални мероприятия

### Фестивал на италианската песен в Санремо
| Издание (година) | Изпълнител             | Песен                                   | Автори | Категория  | Място           |
| ---------------- | ---------------------- | --------------------------------------- | --- | ---------- | --------------- |
| 1974             | Донатела Реторе        | Capelli sciolti („Пуснати коси“)        | Текст и музика: Реторе, Марио Пагано Аранжимент: Франческо Валгранде, Марио Пагано                                          |            | Нефиналистка    |
| 1977             | Донатела Реторе        | Carmela („Кармела“)                     | Текст: Реторе Музика: Клаудио Рега Аранжимент: Натале Масара                                                                |            | Финалистка      |
| 1986             | Реторе                 | Amore stella („Звездна обич“)           | Текст: Гуидо Мора Музика: Маурицио Фабрицио Аранжимент: Пинучо Пирацоли                                                     | „Шампиони“ | 13-о от общо 22 |
| 1994             | Реторе                 | Di notte specialmente („Особено нощем“) | Текст: Реторе Музика: Клаудио Рега                                                                                          | „Шампиони“ | 10-о от общо 20 |
| 2022             | Дитонелапиага и Реторе | Chimica („Химия“)                       | Текст: Дитонелапиага, Реторе Музика: Дитонелапиага, Бенджамин Вентура, Алесандро Казани, Валерио Змордони, Едоардо Кастрони |            | 16-о от общо 25 |

### „Фестивалбар“
- 1979 – Splendido, splendente (награда „Откритие на годината“)
- 1980 – Kobra (победителка в категория „Жени“)
- 1981 – Donatella (победителка)
- 1982 – Lamette
- 1983 – Io ho te (специална награда)
- 1985 – Femme fatale
- 1988 – Addio, mia bella Napoli
- 1989 – Zan zan zan (специална награда)

### „Адзуро“
- 1982 – Kamikaze Rock 'n' Roll Suicide (като гостенка)
- 1983 – Io ho te и This Time (капитанка на отбор „Оранжева пантера“, 3-то място)